# Прекульский район
Прекульский район (лит. Priekulės rajonas) — административно-территориальная единица в составе Литовской ССР, существовавшая в 1950—1959 годах. Центр — город Прекуле.
Прекульский район был образован в составе Клайпедской области Литовской ССР 20 июня 1950 года. В его состав вошли 15 сельсоветов Клайпедского уезда и 14 сельсоветов Шилутского уезда.
28 мая 1953 года в связи с ликвидацией Клайпедской области Прекульский район перешёл в прямое подчинение Литовской ССР.
7 декабря 1959 года Прекульский район был упразднён, а его территория разделена между Клайпедским и Шилутским районами.